# Putlocker
Putlocker refere-se a vários sites de índice de hospedagem de arquivos on-line usados para streaming de mídia de entretenimento, particularmente filmes e séries de televisão, gratuitamente. O site inicial surgiu no Reino Unido em 2011 e cresceu para receber milhões de visitantes diários após o encerramento do Megaupload . Em maio de 2016, o site foi bloqueado no Reino Unido por uma ordem do Tribunal Superior  e, no auge antes de um fechamento temporário no final de 2016, a Alexa Internet listou o Putlocker como um dos 250 sites mais visitados no mundo.  Putlocker foi relatado pela Motion Picture Association of America (MPAA) como uma grande ameaça à pirataria . 
O endereço de domínio do Putlocker mudou várias vezes ao longo de seu histórico, com vários URLs com o nome do Putlocker sendo suspensos ou apreendidos. Não se sabe publicamente se um site oficial do Putlocker mantido pela equipe original permanece disponível on-line, mas pelo menos cinquenta sites espelho ou proxy, muitos dos quais usam o nome Putlocker, foram identificados. 

## História

### Lançamento e popularidade
Putlocker teve origem no Reino Unido sob o URL putlocker.com. No início de janeiro de 2012, o site recebeu cerca de 800.000 visitantes por dia, mas depois que o popular site Megaupload foi desligado devido à violação de direitos autorais, Putlocker começou a receber aproximadamente 1,6 milhão de visitantes por dia.  O diretor de operações do site, Adrian Petroff, achou o fechamento do Megaupload preocupante, afirmando "quem precisa do SOPA quando um executivo de estúdio pode fazer uma lista de desejos / hits e os sites 'fecharem' voluntariamente?" 
Em março de 2012, Putlocker foi identificado por Alfred Perry, vice-presidente mundial de proteção de conteúdo da Paramount Pictures, como um dos "5 principais serviços de ciberlockers invasores".  O URL do site foi alterado para putlocker.bz, um endereço que foi apreendido pela Unidade de Crimes de Propriedade Intelectual da Polícia do Reino Unido em junho de 2014 e posteriormente alterado para putlocker.is, um domínio localizado na Islândia. 

### 2016-presente
Desde o início de outubro de 2016, o endereço putlocker.is exibia um erro informando que o serviço host do site estava inacessível.  Em torno deste tempo, a Motion Picture Association of America (MPAA) informou Putlocker ao Escritório do Representante de Comércio dos Estados Unidos como uma ameaça a pirataria. A MPAA revelou que Putlocker operava no Vietnã e que seus servidores eram hospedados pela empresa suíça Private Layer. 
Antes de seu fechamento, o putlocker.is estava listado entre os 250 principais sites globalmente e os 150 principais nos Estados Unidos, segundo dados da Alexa .  Um site espelho sob o endereço putlocker.today apareceu logo após o suposto encerramento do putlocker.is e, em 17 de outubro de 2016, um endereço com o nome putlocker9.com estava disponível. 
Em 2 de novembro de 2016, o endereço putlocker.is voltou a ser ativo, redirecionando seus usuários para o URL atualizado putlockers.ch.  Em 27 de fevereiro de 2017, o endereço putlockers.ch foi suspenso após uma decisão do Tribunal d'arrondissement do Luxemburgo a favor da Associação Belga de Entretenimento, e o URL transferiu a propriedade para o EuroDNS.   O diretor jurídico do EuroDNS, Luc Seufer, afirmou que o EuroDNS é obrigado a "impedir qualquer 'reativação' desse nome de domínio [putlockers.ch] até a data de vencimento". Após a apreensão do endereço putlockers.ch, o domínio putlocker.is usado anteriormente foi tornado funcional novamente. 
Em março de 2017, foi relatado que Ted Osius, então embaixador dos Estados Unidos no Vietnã, realizou uma reunião com Truong Minh Tuan, ministro de Informação e Comunicações do Vietnã, durante o qual Osius pediu a acusação criminal de Putlocker, juntamente com os sites 123Movies e KissCartoon, por violação de direitos autorais.  
Pouco tempo depois, foi relatado que o putlocker.is, que foi alterado para putlockertv.is e posteriormente putlockers.cc, redirecionou os visitantes para um site fraudulento.  Em maio de 2017, sabia-se que pelo menos três sites de trabalho com o nome Putlocker estavam disponíveis: putlocker.rs, com um domínio de nível superior (TLD) sérvio, putlockertv.ist, com um TLD istambulita, e putlockerhd.is, com um Islandês. 
Em julho de 2017, o International Business Times informou que "15% dos usuários da Internet no Reino Unido estão infringindo direitos autorais por meio de streaming ou downloads ilegais, com material de TV pirata acessado principalmente por Kodi (16%) ou Putlocker (17%)".  Em agosto de 2017, o juiz John Nicholas, do Tribunal Federal da Austrália, ordenou que os provedores de serviços de Internet da Austrália bloqueassem o acesso a 42 sites de pirataria em um caso apresentado pela Village Roadshow, com Putlocker, KissCartoon e GoMovies entre os que receberam ordem de bloqueio. 

Em junho de 2018, Trevon Maurice Franklin, de Fresno, Califórnia, se declarou culpado por violar a lei federal de direitos autorais em fevereiro de 2016, quando baixou o filme de super-heróis Deadpool de Putlocker e o enviou para o Facebook oito dias após o filme ser lançado nos Estados Unidos. .  Como resultado, o filme foi visto mais de 6 milhões de vezes de graça, com o valor total de varejo das cópias estimado em cerca de US $ 2.500.   O juiz distrital dos EUA John A. Kronstadt definiu 27 de setembro como a data da sentença pela contravenção federal classe A, que acarreta uma possível pena de até um ano de prisão, além de uma multa de US $ 100.000.  Depois de perder a audiência da sentença de 27 de setembro,  Franklin foi sentenciado em outubro a 24 dias em detenção federal, seguido por um ano de libertação supervisionada, incluindo 20 horas de serviço comunitário por semana. 